# 海尼夫拉國家公園

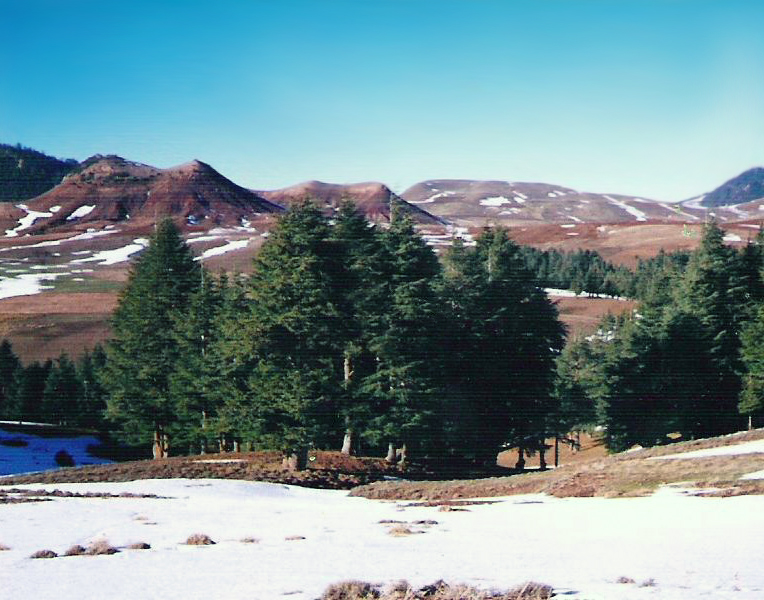

32°56′08″N 5°25′47″W / 32.935505°N 5.429707°W
海尼夫拉國家公園（阿拉伯语：‎），是摩洛哥的國家公園，位於該國中部梅克內斯-塔菲拉勒特大區，處於海尼夫拉以東，成立於2008年，面積935平方公里。